# Президентские выборы в Чили (1836)
Президентские выборы в Чили прошли 31 марта 1836 года по системе выборщиков. Президент Хосе Хоакин Прието был легко переизбран при незначительной оппозиции.

## Результаты
| Кандидат                  | Голоса | %      |
| Хосе Хоакин Прието        | 143    | 91,08% |
| ------------------------- | ------ | ------ |
| Хосе Мигель Инфанте       | 11     | 7,01%  |
| Хосе Мануэль Боргоньо     | 2      | 1,27%  |
| Диего Порталес Паласуэлос | 1      | 0,64%  |
| Всего                     | 157    | 100%   |